# ТЕЦ Лодзь-2
ТЕЦ Лодзь-2 (ЕС-2) — колишня теплоелектроцентраль у однойменном місті в центральній Польщі.
У 1958—1961 роках на станції ввели в експлуатацію вісім котлів типу Pauker ОР-130, шість з яких постачила польська компанія Rafako із Рацибужа. Вони живили шість турбін виробництва чеського Першого Брненського машинобудівного заводу та ельблонзької компанії Zamech. Перші три мали потужність по 26,5 МВт і забезпечували подачу технологічного пару для промислових підприємств. Від турбін № 4, № 5 та центрального парозбірного колектора через теплообмінники подавали теплову енергію до системи опалення.
У 1966-му на станції встановили котел типу ОР-140 та турбіну № 7 потужністю 32,5 МВт.
Надалі можливості майданчика як теплоелектроцентралі розширили шляхом встановлення у 1972-му та 1975-му роках мазутних водогрійних котлів типів PTWM-100 та PTWM-180 потужністю 116 МВт та 209 МВт відповідно.
Станом на початок 2000-х на станції працювали 5 парових та обидва водогрійні котли, а також 5 турбін загальною потужністю 128,1 МВт.
Видалення продуктів згоряння відбувалось за допомогою трьох димарів — одного висотою 160 метрів та двох висотою по 120 метрів.
В 2015-му ТЕЦ Лодзь-2 вивели з експлуатації, при цьому в енергосистемі міста залишились працювати дві інші теплоелектроцентралі — ЕС-3 та ЕС-4.